# Isla Kozloduy
La Isla Kozloduy (en búlgaro: остров Козлодуй) es la segunda mayor isla búlgara del Río Danubio (después de Isla Belene). Situada frente a la ciudad de Kozloduy (Козлодуй), Posee 7,5 km de longitud y entre 0,5 y 1,6 km de ancho, con una superficie de 6,1 km² (610 hectáreas).
La isla se levanta a 4,3 metros sobre el río y la flora se compone de álamos de río. Las aves que nidifican en la isla incluyen gansos salvajes y patos silvestres.
Como la distancia desde la orilla es de 200 m, sólo se puede acceder en barco a la isla.